# Vinzenz Mohr
Vinzenz Mohr (* 6. Juni 1475 in Cochem; † 29. September 1525 in Trier) war ein deutscher Benediktinerpater und Abt in Trier.

## Leben und Karriere
Bis zur Profess im Kloster Echternach, hier Superior, war er Prior und ab 1512 Kellner in St. Maximin in Trier. Als Einstand wurde er mit der Ausrichtung des glanzvollen Empfangs Kaiser Maximilians in der Abtei anlässlich des Trierer Reichstages beauftragt. Am 5. Juli 1514 wurde er zum dortigen Abt gewählt, dies blieb er elf Jahre bis zu seinem Tode 1525. Er baute den Hof Medard aus und erwarb Weinberge in Briedel, Bruttig und Kaimt. Bei der Belagerung der Abtei durch Franz von Sickingen floh er nach Luxemburg und rief den Schutz des Kaisers an. Durch diesen Ritterkrieg kam es in der Abtei Maximin zu großen Verwüstungen und zur Zerstörung einzelner Teile der Abtei durch die Bewohner Triers. Der sich daran anschließende Prozess mit der Stadt, an dem die Abtei bis etwa 1535 schwer zu tragen hatte, brachte den Konvent fast an den finanziellen Ruin. Der Konvent von 28 Mönchen, der sich während des Krieges über andere Benediktinerklöster hin zerstreut hatte, konnte durch ihn wieder zusammengebracht werden. Er hat viel für die Abtei geleistet. Nur seiner unermüdlichen Tatkraft war es zu verdanken, dass St. Maximin nach den schweren Schädigungen nicht in Schutt und Asche liegenblieb. 
Die Anerkennung Mohrs als Finanzfachmann über seinen Wirkungskreis hinaus wurde in seiner Wahl zum Präsidenten der Güterverwaltung aller Klöster der benediktinischen Provinz auf dem Gesamtkapitel 1517 in Köln deutlich. Im Jahre 1518 war er Präses des Ordenskapitels bei Groß St. Martin in Köln, wo er auch die Kapitelmesse zelebrierte. 1520 wurde er zum Prokurator der Benediktinerabtei St. Mattheis bei Trier gewählt und zum Präses für das zukünftige Kapitel der Ordensprovinz berufen sowie zusammen mit Eberhard von St. Mattheis zum Visitator der Trierer Diözese. Er beschäftigte, wie seine Vorgänger, die bedeutendste Goldschmiedefamilie Wolf für aufwändige Arbeiten in der Abtei. Höchstwahrscheinlich stammt die Silberbüste des hl. Martin in der Pfarrkirche zu Cochem von ihm, die er anlässlich seiner Wahl zum Abt seiner Vaterstadt aus Dankbarkeit schenkte (sie ist kein Geschenk Kaiser Maximilians, wie bisher in Cochem angenommen; Kaiser Maximilian war immer knapp bei Kasse und sehr knauserig). 1525 war die Pest von Metz aus über Trier hereingebrochen, die viele Opfer forderte, u. a. Abt Vinzenz.